# Тросюк Світлана Анатоліївна
Світлана Анатоліївна Тросюк — українська спортсменка з боротьби сумо із міста Вінниці. Майстер спорту України міжнародного класу. Виступає у легкій вазі до 65 кг.
Закінчила школу № 27 у мікрорайоні Тяжилів, Вінниця. Свою спортивну кар'єру розпочала у молодшому шкільному віці у цій же школі, коли прийшла у гурток дзюдо Даіаурі Важі Шотайовича. З цим тренером займалася також самбо та алиш.
Спортивні досягнення на міжнародних змаганнях за 2014-2017 роки:
- чемпіонат Європи 2014 року — 3 місце;

- чемпіонат Європи 2015 — 5 місце,

- чемпіонат Європи 2016 року — 1 місце;

- Кубок світу 2016 року — 2 місце;
- Всесвітні ігри 2017 — 1місце